# هلاغره
هلاغره، روستایی ترک زبان از توابع بخش کرچمبو شهرستان بوئین و میاندشت در استان اصفهان ایران است.

## جمعیت
این روستا در دهستان کرچمبو شمالی قرار دارد و براساس سرشماری مرکز آمار ایران در سال ۱۳۸۵، جمعیت آن ۱۵۴ نفر (۴۴خانوار) بوده‌است.